# Vandeleuria nolthenii
Vandeleuria nolthenii — вид гризунів, ендемік високогір'я Шрі-Ланки.

## Морфологічна характеристика
Довжина голови і тулуба від 85 до 87 мм, довжина хвоста від 123 до 127 мм, довжина лапи 20 мм, довжина вух 14 мм. Волосяний покрив відносно довгий, щільний і дуже м'який. Спинні частини темно-червонувато-коричневі, темніші на спині і більш червонуваті з боків, а черевні частини сіро-білуваті. Основа волосся повсюдно темно-сіра. Вуха відносно короткі, темно-сірі, безшерсті й частково приховані в шерсті. Вуса дуже довгі, чорнуваті й численні. Лапи темні. Хвіст приблизно в півтора рази довший за голову і тулуб, рівномірно темно-сірий, покритий лусочками і короткими волосками.

## Середовище проживання
Мешкає у вічнозелених гірських лісах на висоті від 1320 до 2130 метрів.

## Спосіб життя
Це деревний і нічний вид. Він будує гнізда з сухого листя в дуплах дерев. Харчується фруктами, насінням, зерном і дрібними комахами.